# Lasanha

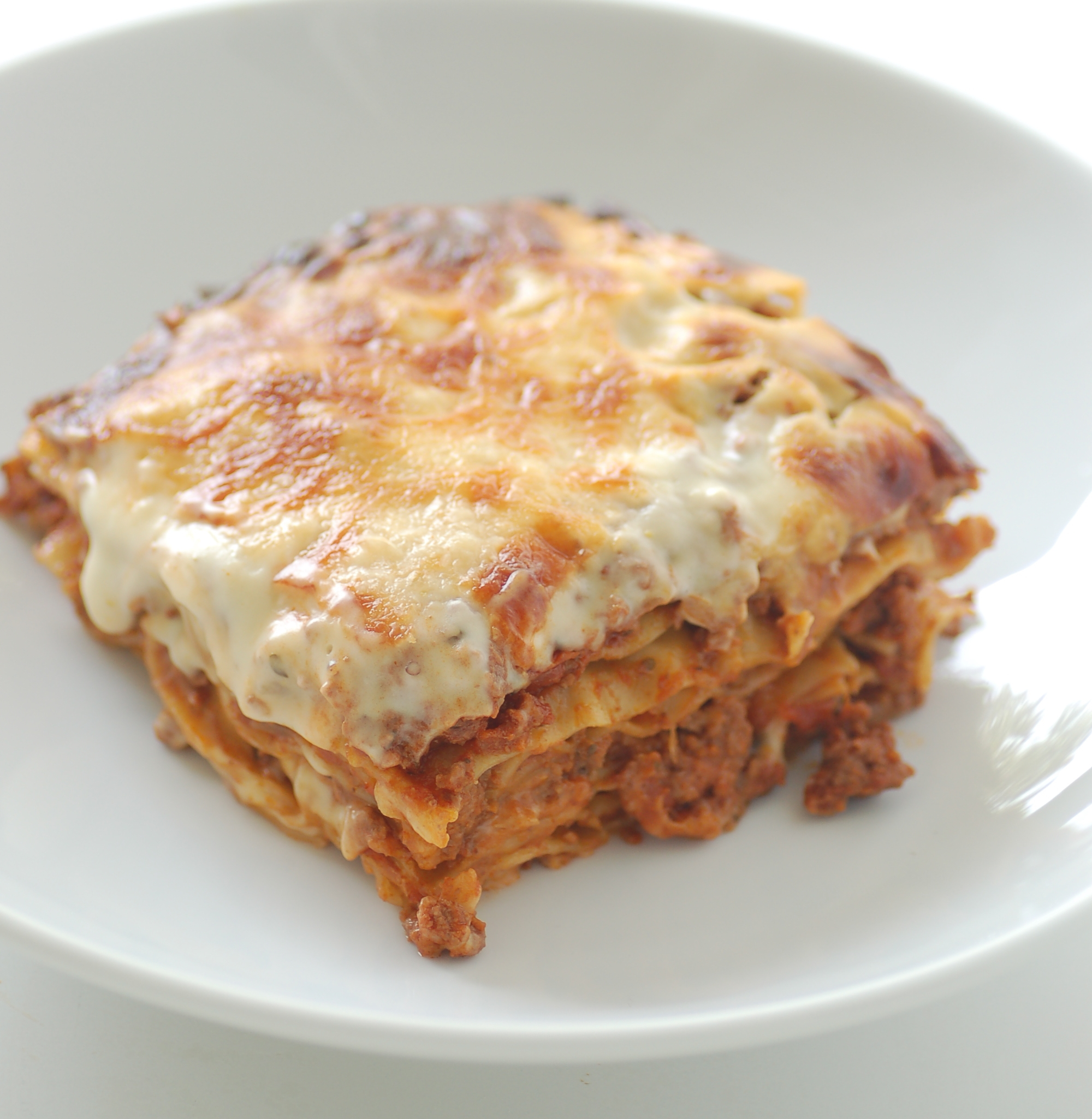
Um prato de lasanha.

Lasanha (lasagne em italiano) é tanto um tipo de massa alimentícia formada por fitas largas, como também um prato, por vezes chamado lasanha ao forno, feito com essas fitas colocadas em camadas, e entremeadas com recheio (queijo, presunto, carne moída ou outros) e molho.

## História
A palavra lasanha provém da grega "lasanon" que significa pote de quatro. O termo foi depois emprestado pelos romanos como "lasanum" para significar pote de cozinhar. Os italianos usaram a palavra para definir o prato onde, hoje se sabe, era feita a Lasanha.
Apesar de tradicionalmente se acreditar que a lasanha é um prato tipicamente originado na Itália, tem-se evidências de que há um prato muito similar conhecido como "loseyns" (lê-se lasan), comido na corte do Rei Ricardo II no século XIV. Esta receita também figurou no primeiro livro de receitas da Inglaterra.
A lasanha foi primeiro documentada no século XIII, quando foi usado num prato às camadas, esta versão mais antiga não incluia tomate, pois este ainda não tinha sido descoberto pelos europeus.

## Na cultura popular
A lasanha é o prato favorito do personagem Garfield.